# Präsidentschaftswahl in Frankreich 2017
Die französische Präsidentschaftswahl 2017 war die elfte Wahl des Staatspräsidenten der Fünften Französischen Republik. Der erste Wahlgang fand am 23. April 2017 statt; die entscheidende Stichwahl zwischen den Siegern des ersten Wahlgangs, Emmanuel Macron und Marine Le Pen, am 7. Mai 2017.
Macron gewann die Wahl deutlich mit 66,1 % der abgegebenen gültigen Stimmen und wurde somit als Präsident für eine Amtszeit von fünf Jahren gewählt.

## Verfahren
Der französische Staatspräsident wird direkt vom Volk gewählt. Im ersten Wahlgang ist ein Kandidat gewählt, wenn er die absolute Mehrheit der abgegebenen Stimmen erhält. Erreicht dies kein Kandidat – was bisher bei allen Präsidentschaftswahlen seit 1965 der Fall war –, findet eine Stichwahl zwischen den beiden Bewerbern statt, die im ersten Wahlgang die meisten Stimmen erhalten haben.
Wahlberechtigt ist jeder französische Staatsbürger, der am Wahltag das 18. Lebensjahr vollendet hat und in die Wahllisten eingetragen ist.
Wählbar ist jeder Wahlberechtigte, der 500 Unterstützerunterschriften gewählter Mandatsträger (überwiegend Parlamentarier auf Europa-, Staats-, Regions- oder Departementsebene sowie Bürgermeister und gewählte Vorsitzende höherer Gebietskörperschaften) aus mindestens 30 Départements nachweisen konnte.

## Kandidaten
Die folgenden elf Kandidaten wurden vom Conseil constitutionnel zur Wahl zugelassen:

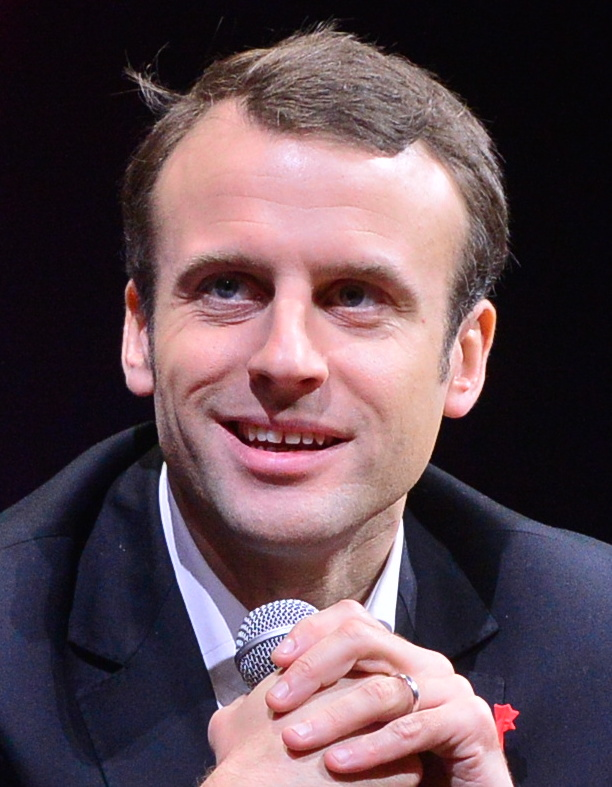
Emmanuel Macron, En Marche, sozialliberal, proeuropäisch
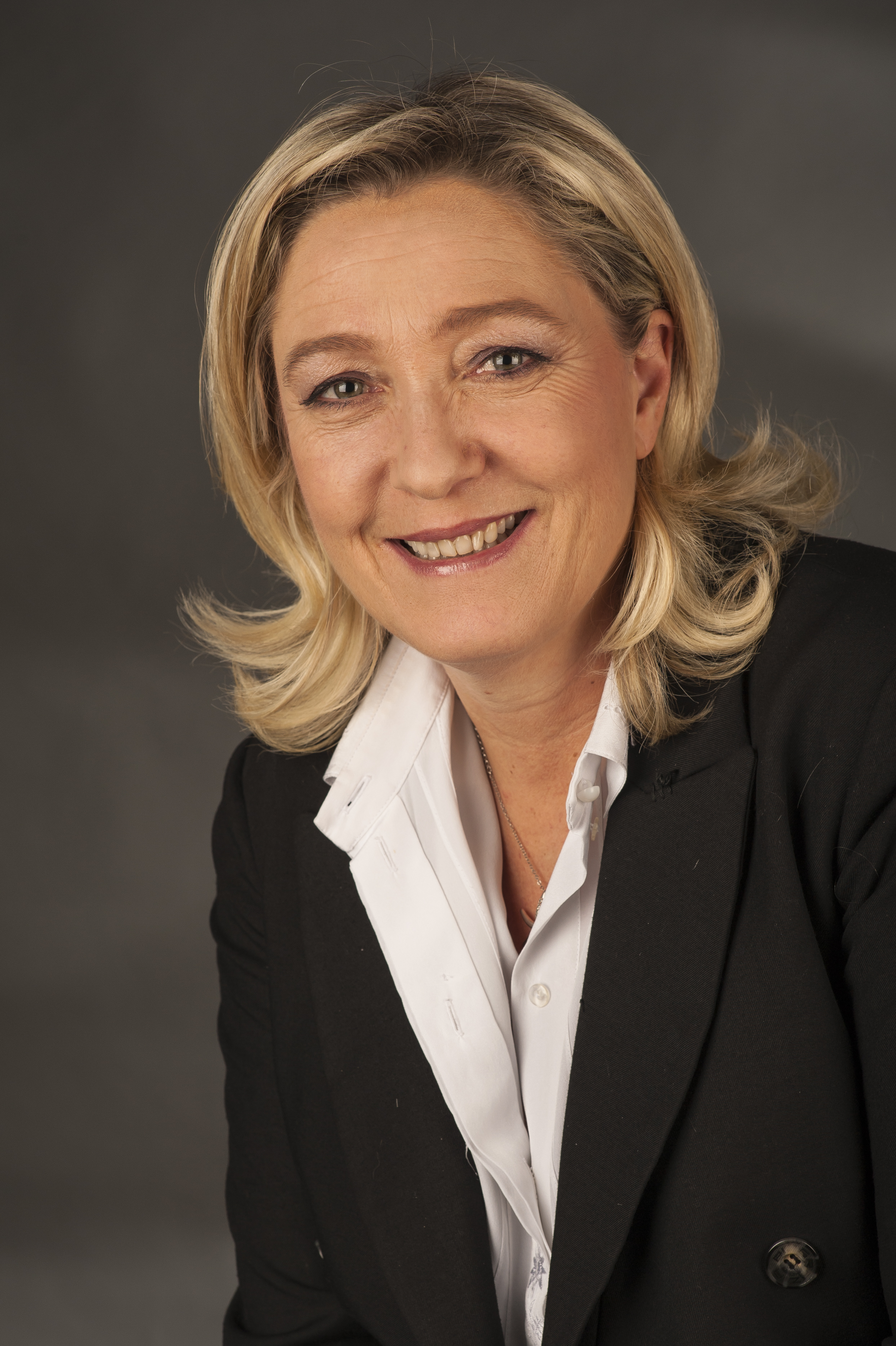
Marine Le Pen, Front National, rechtsextrem
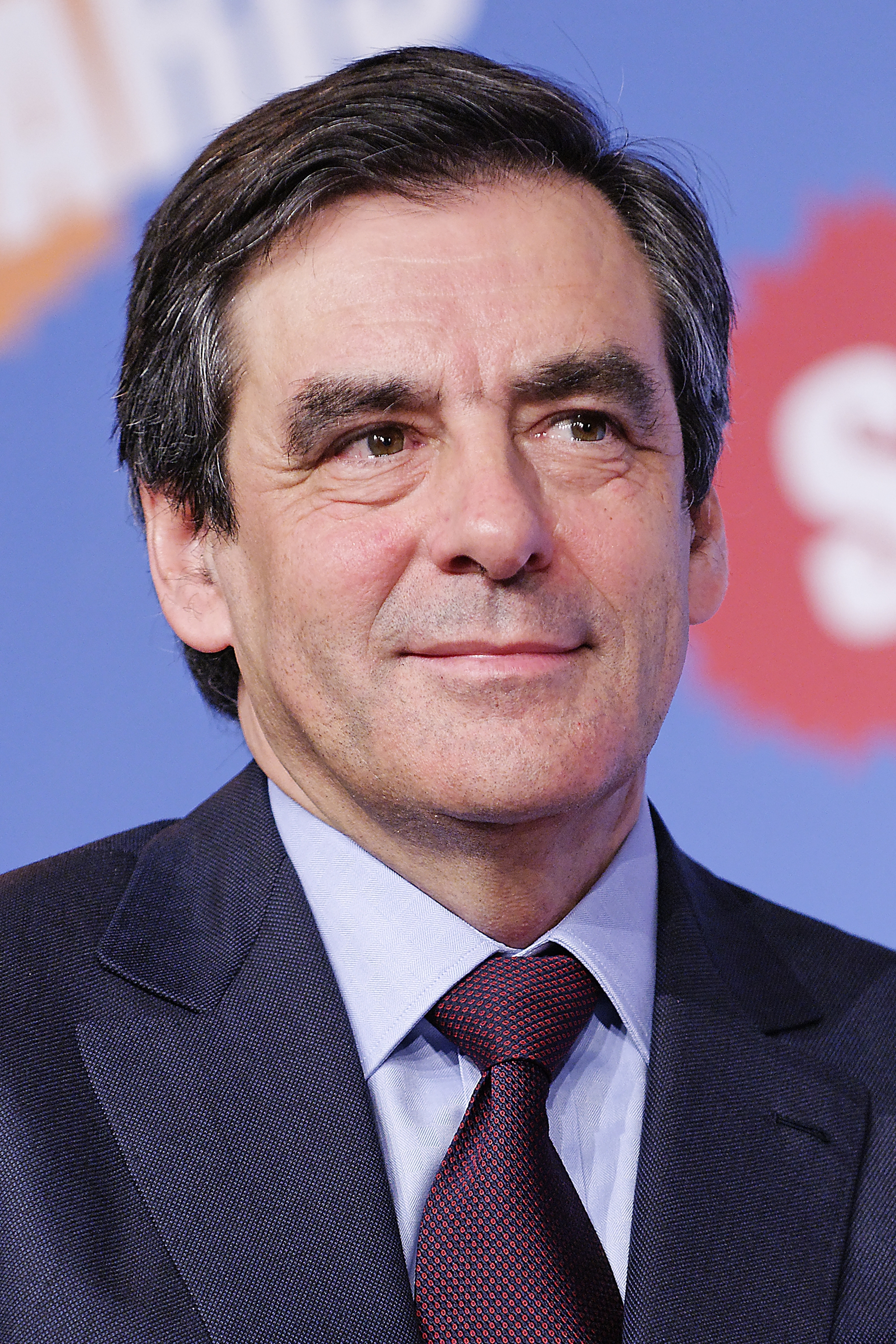
François Fillon, Les Républicains, liberalkonservativ
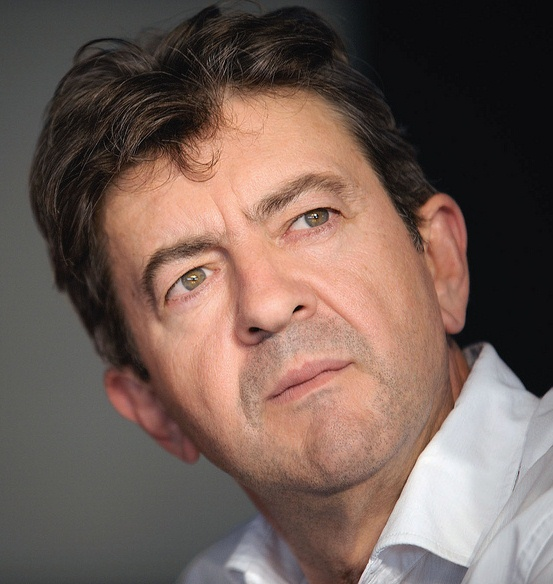
Jean-Luc Mélenchon, La France insoumise, linkspopulistisch
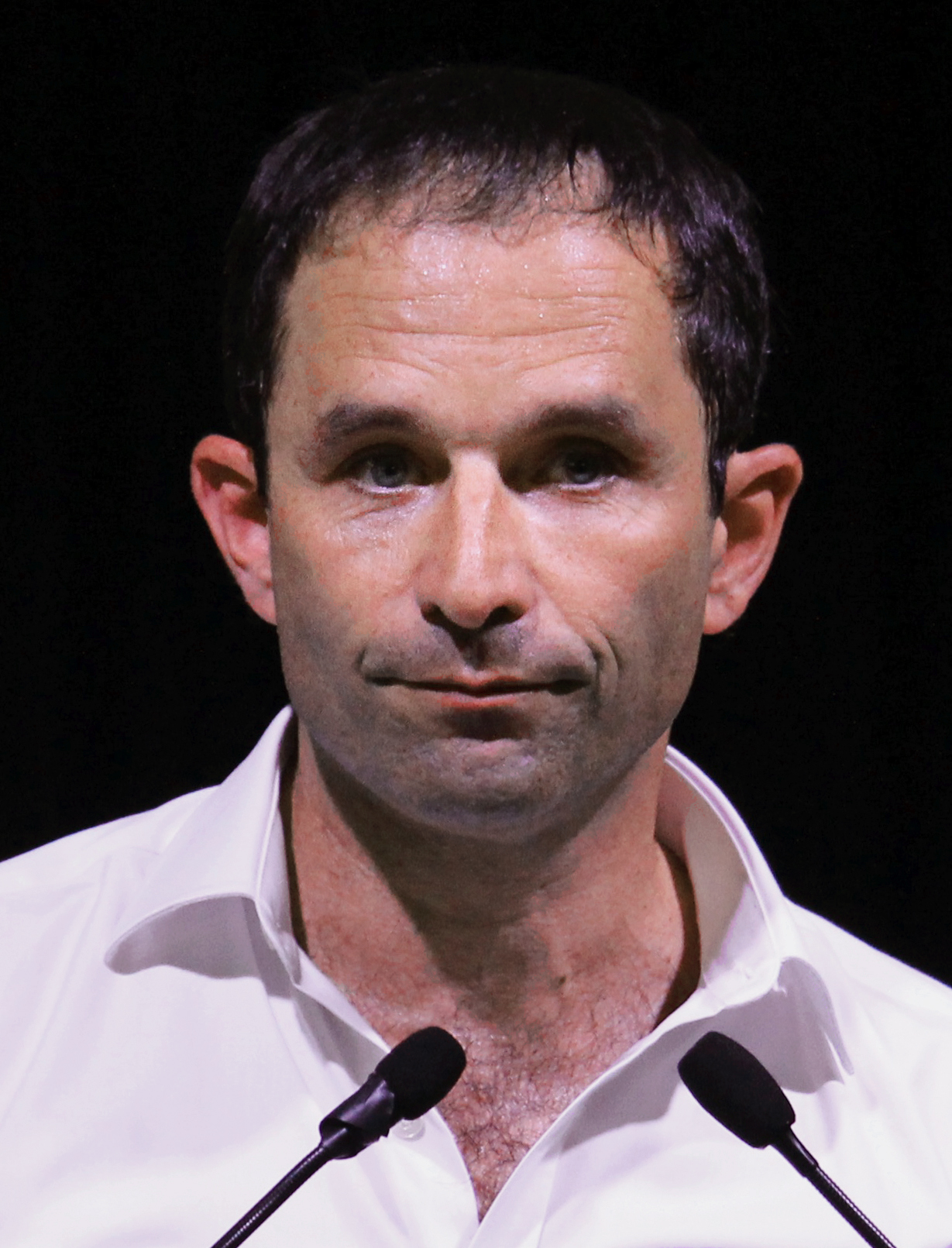
Benoît Hamon, Parti socialiste, sozialdemokratisch
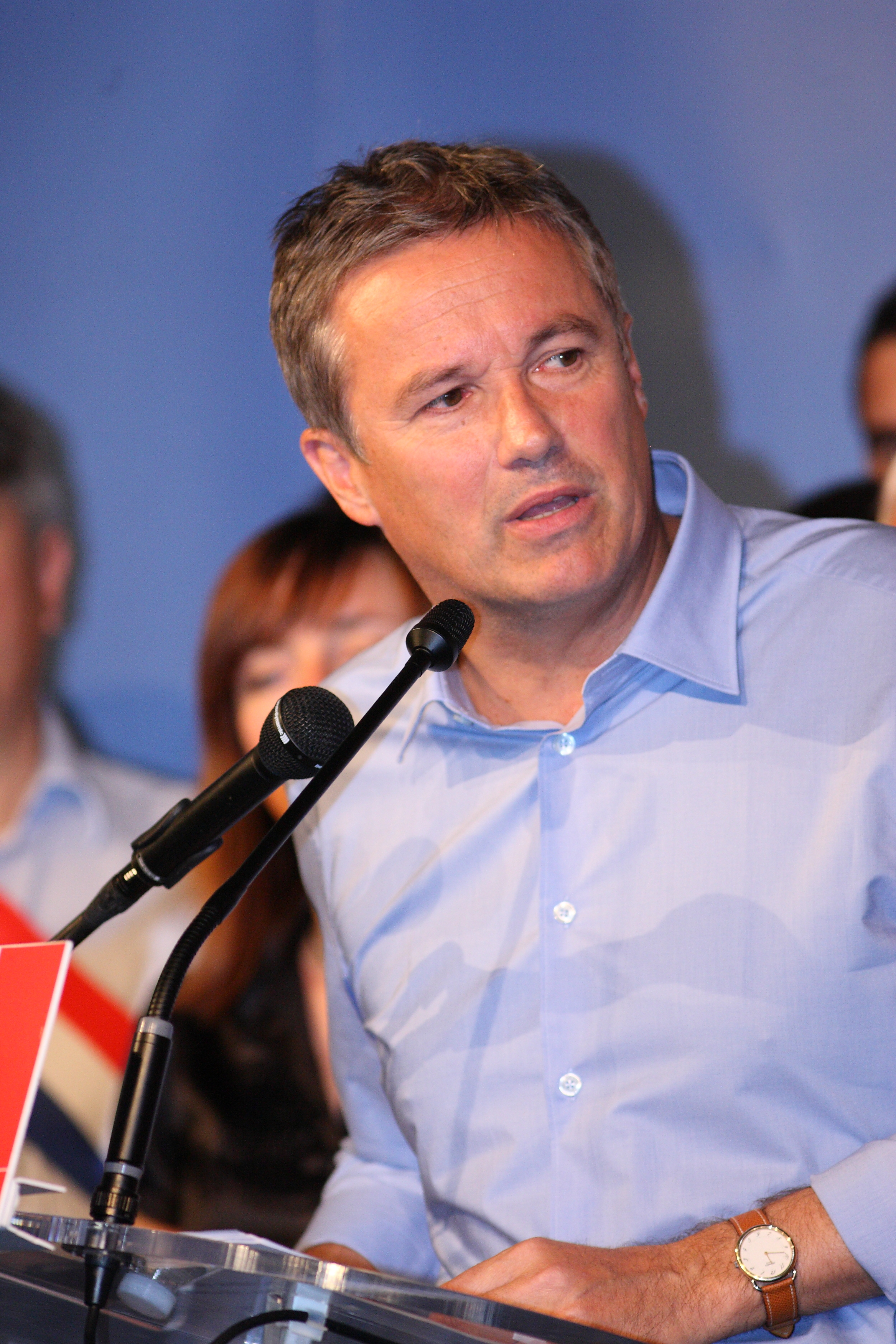
Nicolas Dupont-Aignan, Debout la France, rechtspopulistisch-nationalkonservativ
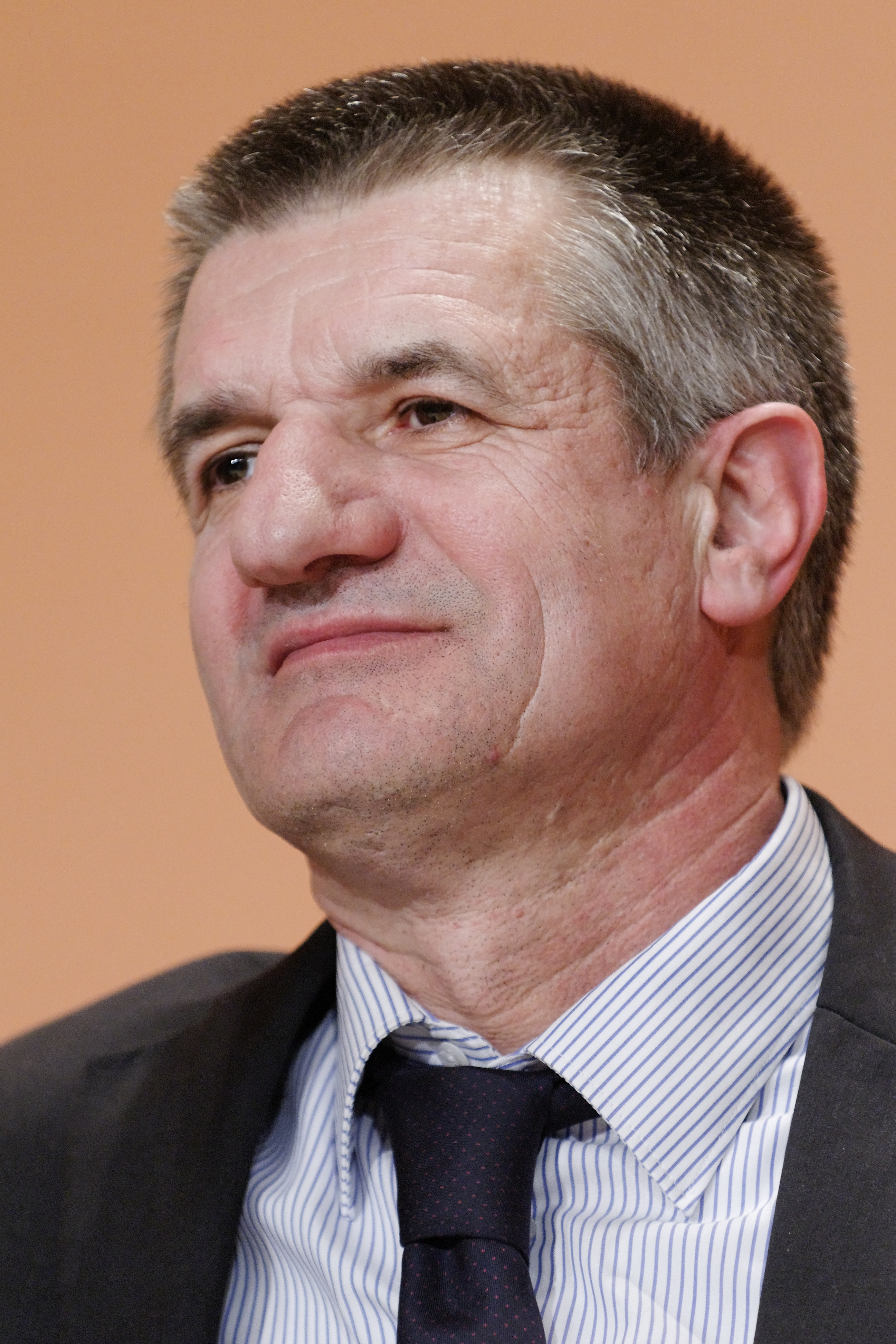
Jean Lassalle, Résistons !, zentrumsliberal, regionalistisch
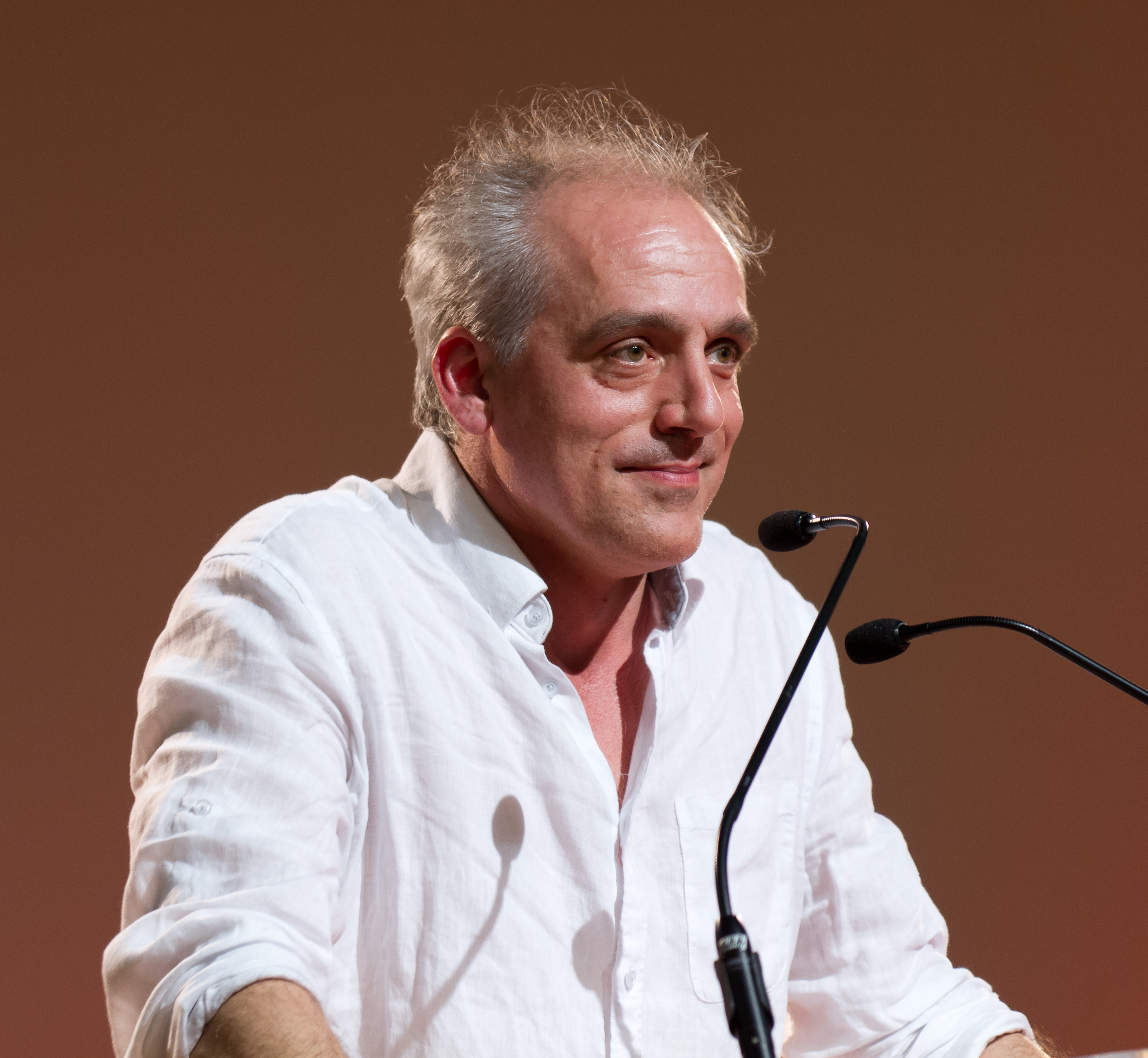
Philippe Poutou, Nouveau Parti anticapitaliste, antikapitalistisch
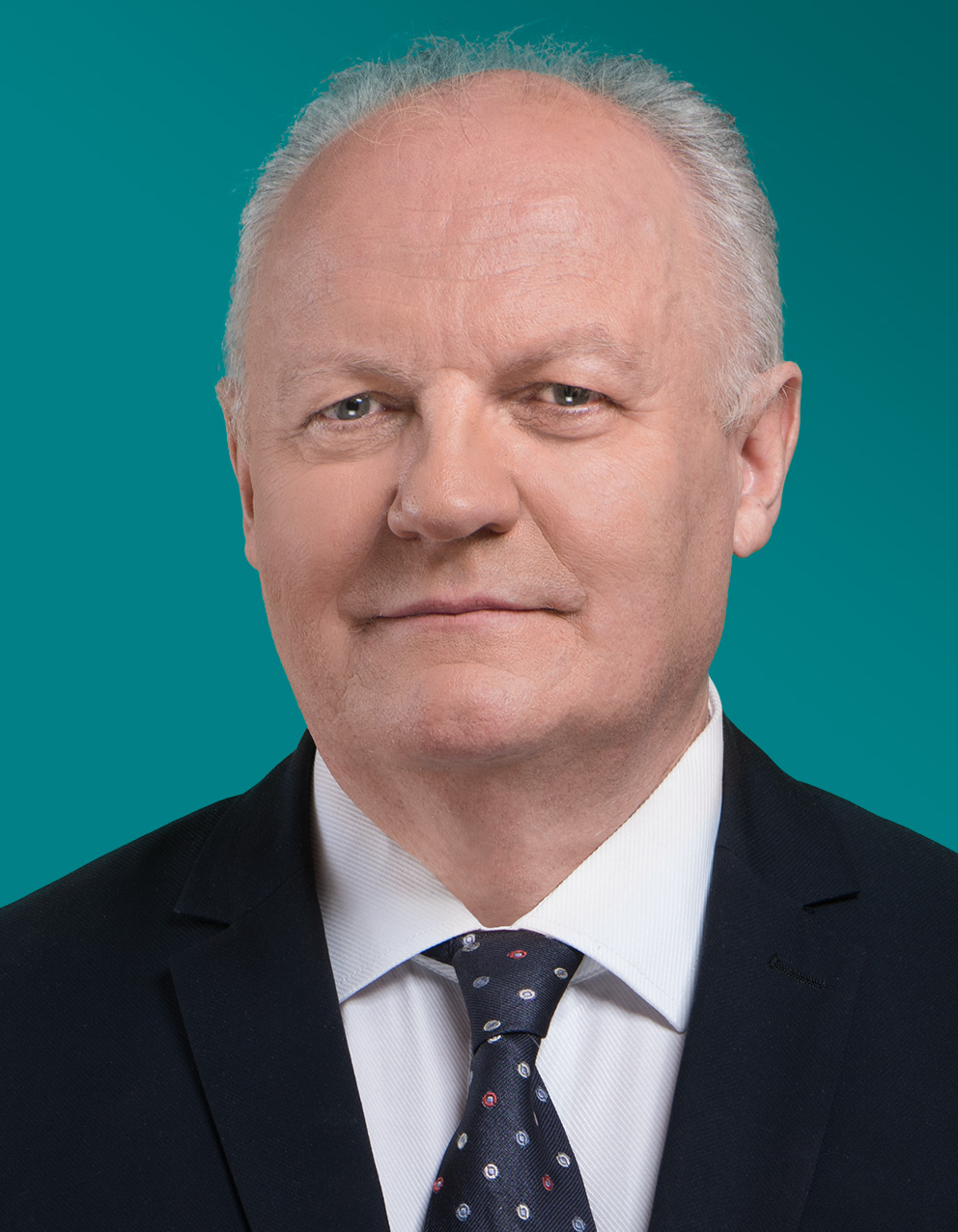
François Asselineau, Union populaire républicaine, EU-skeptisch, nationalpopulistisch
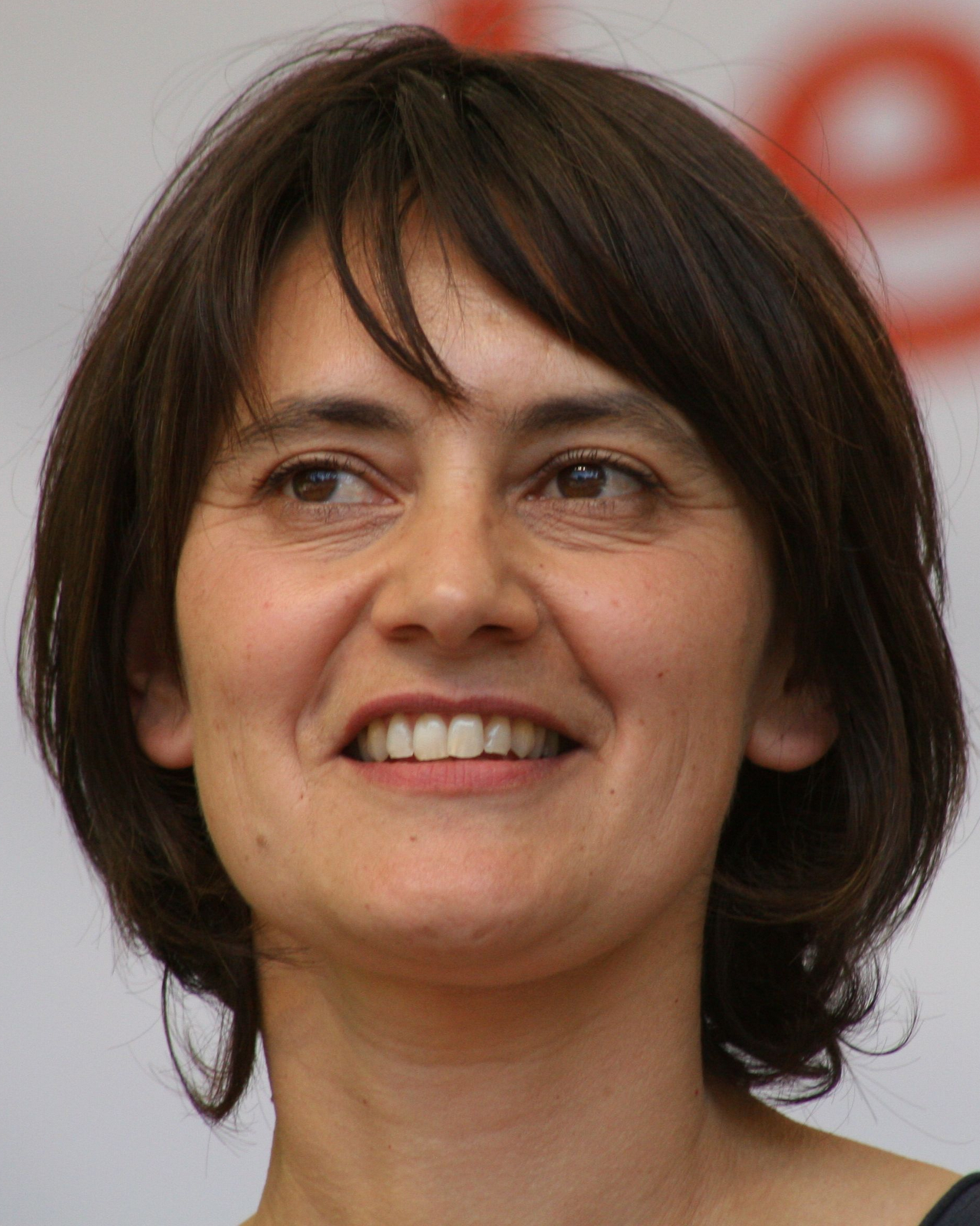
Nathalie Arthaud, Lutte Ouvrière, trotzkistisch

Nachfolgend wird die Kandidatenfindung der französischen Parteien dargestellt, soweit sie Bewerber benannt haben oder ihnen, weil sie im Parlament vertreten sind, Bedeutung zukommt, auch wenn sie keinen Bewerber nominiert haben. Die Reihenfolge richtet sich dabei nach dem Wahlergebnis 2012.

### Parti Socialiste (PS)

Mehrheiten nach Départements in der ersten Runde der Vorwahlen:
Benoît Hamon
Manuel Valls
Arnaud Montebourg
Sylvia Pinel

Mehrheiten in der zweiten Wahlrunde der Vorwahlen:
Benoît Hamon
Manuel Valls

Für die Parti socialiste, die Partei des amtierenden Staatspräsidenten François Hollande, trat Benoît Hamon an, der unter Hollande 2014 ein halbes Jahr lang Bildungsminister und zuvor beigeordneter Minister in den Regierungen Ayrault war. Hollande selbst gab am 1. Dezember 2016 bekannt, nicht zur Wiederwahl anzutreten. Zuvor war lange damit gerechnet worden, dass er trotz seiner Umfragewerte antreten würde.
Bestimmt wurde der Kandidat in einer offenen Vorwahl (primaire citoyenne), die Ende Januar 2017 stattfand und auch Bewerbern aus anderen linken Parteien, die Mitglied der Belle alliance populaire sind, offenstand. Beim ersten Wahlgang erhielt Hamon 36,3 Prozent, gut 5 Prozentpunkte mehr als Valls. Vor dem zweiten Wahlgang sprach sich der ausgeschiedene Arnaud Montebourg, der in Umfragen kurz vor den Vorwahlen als Mitfavorit gegolten hatte, für Hamon aus; die mit 2 Prozent ausgeschiedene Sylvia Pinel für Valls; Vincent Peillon erklärte, keine Wahlempfehlung abzugeben. Die anderen beiden Kandidaten äußerten sich nicht.
Im zweiten Wahlgang, einer Stichwahl, erhielt Hamon 58,9 % der Stimmen.
| Kandidat              | 1. Wahlgang | 1. Wahlgang | 2. Wahlgang | 2. Wahlgang | politischer Hintergrund                                                             |
| Kandidat              | Stimmen     | %           | Stimmen     | %           | politischer Hintergrund                                                             |
| --------------------- | ----------- | ----------- | ----------- | ----------- | ----------------------------------------------------------------------------------- |
| Benoît Hamon          | 596.647     | 36,0 %      | 1.161.771   | 58,9 %      | Parti Socialiste, Abgeordneter, Bildungsminister 2014                               |
| Manuel Valls          | 521.238     | 31,5 %      | 811.681     | 41,1 %      | Parti Socialiste, Abgeordneter, Premierminister 2014–2016                           |
| Arnaud Montebourg     | 290.070     | 17,5 %      | —           | —           | Parti Socialiste, Industrie- bzw. Wirtschaftsminister 2012–2014                     |
| Vincent Peillon       | 112.718     | 6,8 %       | —           | —           | Parti Socialiste, Europaabgeordneter, Bildungsminister 2012–2014                    |
| François de Rugy      | 63.430      | 3,8 %       | —           | —           | Vorsitzender der Parti écologiste, Vizepräsident der Nationalversammlung            |
| Sylvia Pinel          | 33.067      | 2,0 %       | —           | —           | Vorsitzende der Parti radical de gauche, Handels- bzw. Wohnungsministerin 2012–2016 |
| Jean-Luc Bennahmias   | 16.869      | 1,0 %       | —           | —           | Vorsitzender des Front démocrate                                                    |
| Leere Stimmzettel     | 11.766      | 0,7 %       | 26.803      |             |                                                                                     |
| Ungültige Stimmzettel | 10.114      | 0,6 %       |             |             |                                                                                     |

Die Wahlleitung der Vorwahlen wies die Bewerbungen von Gérard Filoche und von Fabien Verdier, beide Mitglieder des Parteivorstands der PS, wegen fehlender Unterstützungsunterschriften zurück. Marie-Noëlle Lienemann, Senatorin, erklärte im März 2016 ihre Kandidatur, zog diese aber Anfang Dezember 2016 wieder zurück. Ihre Kandidatur erklärt hatte außerdem Sidi Hamada-Hamidou, Mitglied der Parti radical de gauche, die aber nicht auf der Liste der zugelassenen Kandidaten genannt wird.
Die Parti radical de gauche (PRG) hatte im Juni 2016 ihr Bündnis mit der Parti Socialiste (PS) suspendiert und mitgeteilt, sich wahrscheinlich nicht an deren Vorwahlen zu beteiligen. Im November 2016 nominierte sie ihre Parteivorsitzende Sylvia Pinel zur Präsidentschaftskandidatin, ohne dass diese an den Vorwahlen teilnehmen sollte. Kurz vor Ablauf der Bewerbungsfrist entschied der Parteivorstand der PRG, doch an den Vorwahlen teilzunehmen.

### Les Républicains (LR)

Mehrheiten nach Départements in der ersten Wahlrunde der Vorwahlen:
François Fillon
Alain Juppé
Nicolas Sarkozy

Mehrheiten in der zweiten Wahlrunde der Vorwahlen:
François Fillon
Alain Juppé

Für die Republikaner (Les Républicains, LR) trat der ehemalige Premierminister (2007 bis 2012) François Fillon an. Er erhielt im zweiten Wahlgang der offenen Vorwahlen der Rechten und des Zentrums rund zwei Drittel der Stimmen; Alain Juppé erhielt ein Drittel. Bereits im ersten Wahlgang war der bei der Präsidentschaftswahl 2012 nicht wiedergewählte Staatspräsident Nicolas Sarkozy als drittplatzierter Bewerber ausgeschieden. Die weiteren Kandidaten spielten bereits im ersten Wahlgang keine nennenswerte Rolle. An beiden Wahlgängen beteiligten sich jeweils mehr als vier Millionen Bürger, ein Vielfaches der Mitgliederzahl der beteiligten Parteien.
Bei den Vorwahlen konnten sich nicht nur Parteimitglieder der LR, sondern auch Kandidaten anderer Parteien der Mitte und der Rechten bewerben (Primaire ouverte de la droite et du centre, Offene Vorwahl der Rechten und der Mitte), sofern sie gewisse Bedingungen hinsichtlich der Unterstützung durch beteiligte Parteien, Mitglieder oder Amtsträger erfüllten. Die Teilnahme an der Abstimmung stand nicht nur Parteimitgliedern offen, sondern jedem, der im Wahlbüro erschien, zwei Euro Kostenbeteiligung zahlte und eine „Charta des Wechsels“ unterschrieb, durch die erklärt wurde, dass man „die republikanischen Werte der Rechten und der Mitte teilt und sich für den Wechsel einsetzt, damit die Wiederaufrichtung Frankreichs gelingt“.
| Kandidat                   | 1. Wahlgang | 1. Wahlgang | 2. Wahlgang | 2. Wahlgang | politischer Hintergrund                                                   |
| Kandidat                   | Stimmen     | %           | Stimmen     | %           | politischer Hintergrund                                                   |
| -------------------------- | ----------- | ----------- | ----------- | ----------- | ------------------------------------------------------------------------- |
| François Fillon            | 1.883.855   | 44,1 %      | 2.908.154   | 66,5 %      | Premierminister 2007–2012 (Präsident Sarkozy)                             |
| Alain Juppé                | 1.220.382   | 28,6 %      | 1.466.407   | 33,5 %      | Bürgermeister von Bordeaux, Premierminister 1995–1997 (Präsident Chirac)  |
| Nicolas Sarkozy            | 882.687     | 20,7 %      | —           | —           | Französischer Staatspräsident 2007–2012                                   |
| Nathalie Kosciusko-Morizet | 109.305     | 2,6 %       | —           | —           | Umwelt-, Transport- und Wohnungsbauministerin 2010–2012 (Kabinett Fillon) |
| Bruno Le Maire             | 101.766     | 2,4 %       | —           | —           | Landwirtschaftsminister 2009–2012 (Kabinett Fillon)                       |
| Jean-Frédéric Poisson      | 62.135      | 1,5 %       | —           | —           | Abgeordneter und Präsident des Parti chrétien-démocrate (Frankreich)      |
| Jean-François Copé         | 12.750      | 0,3 %       | —           | —           | ehemaliger Fraktionsvorsitzender, Generalsekretär und Präsident der UMP   |
| Ungültige Stimmen          | 9.835       |             | 12.988      |             |                                                                           |

Drei weitere Bewerbungen für die Präsidentschaftskandidatur wies der Vorwahlen -Wahlausschuss zurück, weil die Organisationen, die die Vorschläge einreichten, nicht die Voraussetzungen für eine Beteiligung an den Vorwahlen erfüllen würden: Michel Guénaire (Société Civile 2017), Frédéric Lefebvre (Nouveaux Horizons), ehemaliger Staatssekretär, und Mourad Ghazli (Mouvement pour l’équité et le développement). Geoffroy Didier, Vizepräsident des Regionalrates von Île-de-France, Henri Guaino, Abgeordneter der Nationalversammlung, Nadine Morano, ehemalige beigeordnete Ministerin für berufliche Bildung und Jacques Myard, Abgeordneter der Nationalversammlung, reichten ihre Bewerbungen nicht ein, weil sie nicht die dafür notwendige Zahl von Unterstützern erreichten.

### Front National (FN)
Für den Front National bewarb sich wie bereits 2012 die Parteivorsitzende Marine Le Pen. Ihre Bewerbung war innerhalb des FN unstrittig.

### La France insoumise (FI, Parti de Gauche und Parti communiste)
Für die Parti de Gauche trat ihr Parteivorsitzender Jean-Luc Mélenchon an, der 2012 als Kandidat für den Front de gauche, ein Bündnis aus Parti de Gauche und Parti communiste français, Platz 4 im ersten Wahlgang erreicht hatte. Mélenchon äußerte, dass der Front de Gauche nicht mehr bestehe und er selbst überparteilicher Kandidat für die Bewegung La France insoumise sei.
Die Parti communiste français unterstützte trotz des Endes des Bündnisses Mélenchon, führte dabei allerdings eine eigene Wahlkampagne durch. Dem ging eine längere innerparteiliche Diskussion voraus. Vor dem Parteitag der PCF im Juni 2016 sprach sich ihr Vorsitzender Pierre Laurent für einen gemeinsamen Kandidaten einer linken Alternative (einem gemeinsamen Kandidaten der linken Parteien) aus. Laurent ließ dabei eine Präferenz für eine Kandidatur des ehemaligen Wirtschaftsministers Arnaud Montebourg (PS) erkennen; andere Parteimitglieder unterstützten die Kandidatur von Mélenchon. Anfang November 2016 sprach sich ein Parteitag der PCF für einen eigenen Kandidaten aus und überstimmte damit mit knapper Mehrheit die Position des Parteivorsitzenden Laurent, der sich kurz vor dem Parteitag für eine Unterstützung Mélenchons ausgesprochen hatte. Dieser Beschluss wiederum wurde Ende November 2016 in einer Urabstimmung von den Mitgliedern überstimmt, die sich mit 53,6 Prozent für die Unterstützung Mélenchons aussprachen.

### Zentristische Parteien
Beim Mouvement démocrate (MoDem) war zunächst unklar, ob es eine Präsidentschaftskandidatur geben wird. François Bayrou, der Vorsitzende des MoDem, unterstützte eine Präsidentschaftskandidatur von Alain Juppé für die Republikaner. Sollte dieser nicht nominiert werden, galt eine eigene Kandidatur Bayrous als wahrscheinlich. Im Februar 2017 erklärte Bayrou aber seine Unterstützung für Emmanuel Macron.
Der Vizepräsident des MoDem, Jean Lassalle, erklärte seine Kandidatur im März 2016. Er trat aus der Partei aus und gründete die Bewegung Resistons!.
Die Union des démocrates et indépendants (UDI) erwog eine Teilnahme an der Vorwahl der Republikaner; in einer Urabstimmung lehnten aber zwei Drittel der abstimmenden Mitglieder dies ab. Unklar blieb lange, ob die UDI einen eigenen Kandidaten aufstellen wird, einen Kandidaten der Republikaner oder die Kandidatur von Emmanuel Macron unterstützt. Die meisten Mitglieder der UDI votierten bei den Vorwahlen für Alain Juppé, der viele ihrer politischen Ziele unterstützt, unterstützten aber auch den politisch weiter rechts stehenden François Fillon nach dessen Sieg in den Vorwahlen. Nachdem Fillon trotz einer Vorladung vor Gericht wegen der Korruptionsvorwürfe gegen ihn und seine Ehefrau entgegen früheren Versprechen seine Kandidatur aufrechterhielt, entzog die UDI ihm ihre Unterstützung.
Die Alliance Centriste, Mitgliedspartei der UDI, gab im Februar 2016 bekannt, an der Präsidentschaftswahl teilnehmen zu wollen. Sie benannte aber keinen Kandidaten.

### En Marche (Vorwärts)
Emmanuel Macron, ehemaliger Wirtschaftsberater von François Hollande und Wirtschaftsminister von 2014 bis 2016, gründete im April 2016 die Partei En Marche und verließ Ende August 2016 die Regierung, um sich auf den Präsidentschaftswahlkampf zu konzentrieren. Am 16. November 2016 erklärte er offiziell seine Kandidatur.
Macron trat mit sozialliberalen und pro-europäische Positionen an und äußerte, er sei weder links noch rechts. Er wurde bei der Wahl von der zentristischen MoDem unterstützt.

### Sonstige Parteien

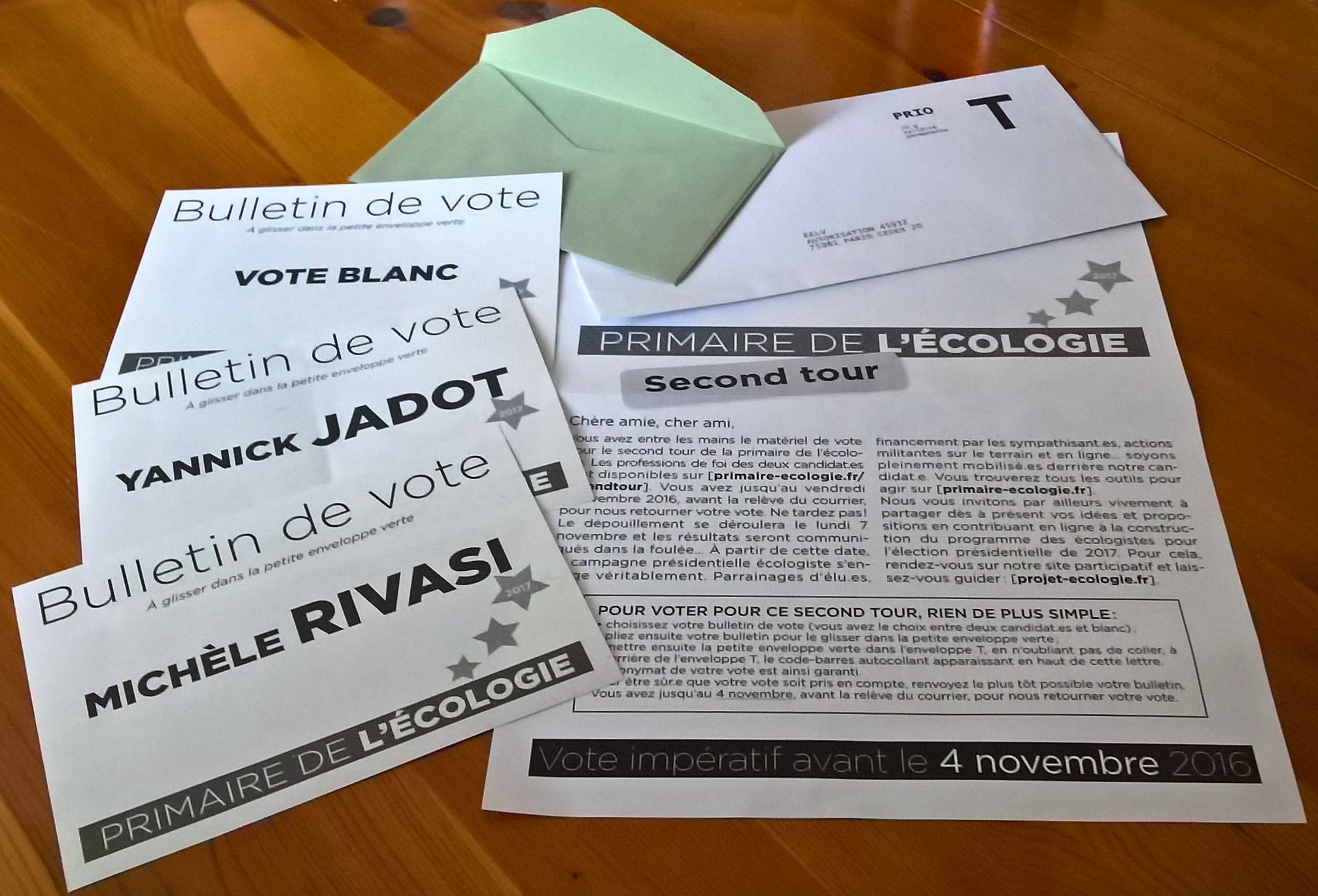
Stimmzettel zum 2. Wahlgang der primaire der Grünen

Für Europe Écologie Les Verts, die französischen Grünen, kandidierte zunächst der Europaabgeordnete Yannick Jadot. Er setzte sich in einer offenen Vorwahl im zweiten Wahlgang gegen die Europaabgeordnete Michèle Rivasi durch. Im ersten Wahlgang waren die Europaabgeordnete Karima Delli und die ehemalige Ministerin Cécile Duflot ausgeschieden. Angesichts der schlechten Aussichten für die linken Kandidaten trat Jadot in Verhandlungen mit Benoît Hamon, dem Kandidaten des PS, und erklärte schließlich am 23. Februar, seine Kandidatur zugunsten von Hamon zurückzuziehen. Hamon, der schon in den Vorwahlen die Ökologie zu einem seiner zentralen Wahlkampfthemen gemacht hatte, hatte weitere grüne Programmpunkte in sein Wahlprogramm aufgenommen. Die Vereinbarung wurde von den 17.000 stimmberechtigten Sympathisanten der Grünen am 26. Februar mit 80 % Zustimmung angenommen.
Für die souveränistische Partei Debout la France trat ihr Parteivorsitzender Nicolas Dupont-Aignan an.
Die Nouveau Parti anticapitaliste hat Philippe Poutou aufgestellt, ihren Kandidaten von 2012.
Kandidatin der Lutte ouvrière war Nathalie Arthaud, ebenfalls bereits 2012 Kandidatin.
Für die der Bewegung LaRouche angehörende Solidarité et Progrès trat wie bereits 2012 Jacques Cheminade an.
Für souveränistische Partei Union populaire républicaine trat ihr Vorsitzender François Asselineau an. Dieser war 2012 an den notwendigen Unterstützungsunterschriften gescheitert.

## Erster Wahlgang

### Umfragen

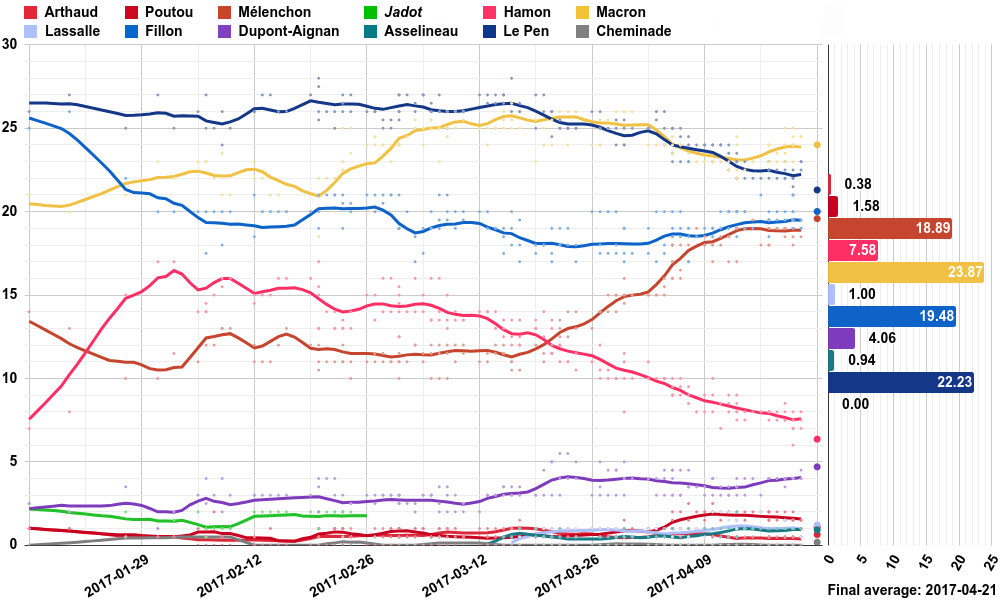
Mittelwerte der Umfrageergebnisse seit Februar 2017

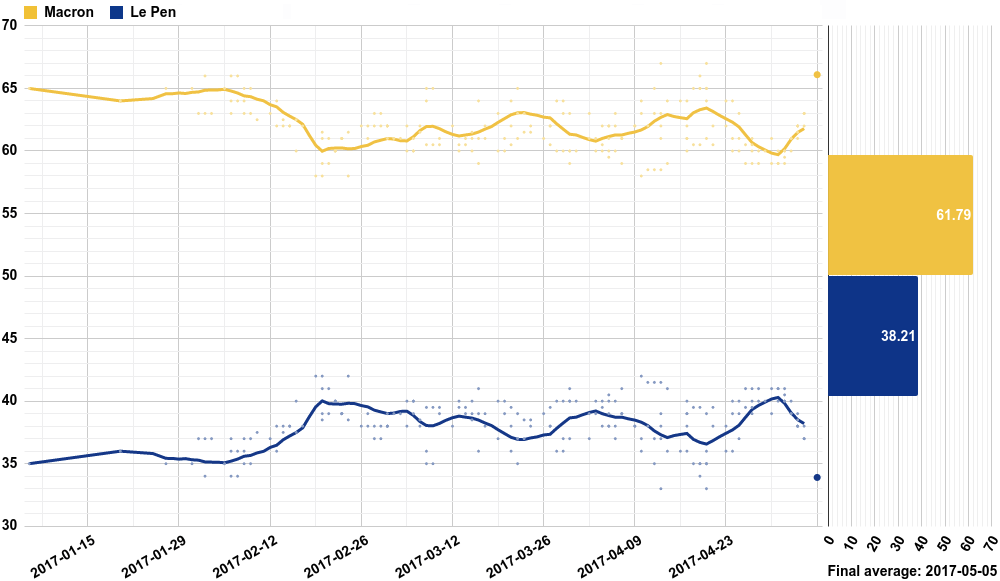
Entwicklung der Umfrageergebnisse von Februar bis April 2017: Macron – Le Pen

Von 2015 bis November 2016 sagten die Umfragen für den ersten Wahlgang fast durchgängig eine relative Mehrheit für Marine Le Pen (Front National) als wahrscheinlichsten Ausgang voraus, mit einem Stimmenanteil von etwas unter 30 Prozent. Lediglich wenn Alain Juppé als Kandidat der LR angenommen wurde, überholte dieser Le Pen häufiger in den Umfragen, in einer Umfrage vom April 2016 gelang dies auch Emmanuel Macron, der dabei als Kandidat der PS ohne weiteren PS-Kandidaten getestet wurde. Juppé war auch der einzige potentielle Kandidat, für den regelmäßig Stimmenanteile über 30 Prozent in einigen Szenarien (d. h. unterschiedlicher Zusammenstellung von weiteren Kandidaten) vorhergesagt wurden; die anderen potentiellen Kandidaten der LR, die in Umfragen abgefragt wurden, lagen zwischen 20 und 30 Prozent.
Nach den Vorwahlen der Rechten und des Zentrums im November 2016 konnte Fillon Le Pen für einige Zeit in den Umfragen deutlich überholen und lag bei Werten um die 30 Prozent, bevor er gegen Jahresende wieder verlor. Für den amtierenden Staatspräsidenten François Hollande wurden vor seinem Rückzug Werte um die 15 Prozent prognostiziert, bei einer gleichzeitigen Teilnahme von Macron und Hollande teilweise sogar unter 10. Anfang Januar 2017 sahen Umfragen einen Dreikampf um den Einzug in den zweiten Wahlgang, wobei Le Pen und Fillon leicht vor Macron gesehen wurden.
Nach den Vorwahlen der Belle Alliance populaire konnte Benoît Hamon Ende Januar und Anfang Februar kurzfristig zu den drei Führenden aufschließen, fiel aber im Februar oder März wieder deutlich zurück. Gleichzeitig sanken auch die Umfragewerte für François Fillon deutlich ab, während vor allem Emmanuel Macron zulegen konnte. Die Ergebnisse haben sich seit Ende Januar 2017 stark bewegt, so dass verlässliche Aussagen schwer waren; insbesondere verlor Fillon im Zuge der Vorwürfe um eine Scheinbeschäftigung seiner Ehefrau, während Macron nach dem Rückzug von François Bayrou deutliche Zugewinne erhielt. Bei den Vorwahlen beider großen Parteien gewannen jeweils Kandidaten, denen kurz vor den Vorwahlen kaum Chancen eingeräumt wurden. Auch andere Faktoren machen Vorhersagen schwierig.
Umfragen aus dem März 2017 sahen Macron und Le Pen mit jeweils 24 bis 25 Prozent Kopf an Kopf. Bis Mitte des Monats lag Le Pen noch leicht in Führung, doch nach der ersten TV-Debatte am 20. März 2017 konnte Macron immer häufiger mit Le Pen gleichziehen oder sie überholen. Dahinter lagen Fillon (17 bis 20 Prozent), Mélenchon (14 bis 15 Prozent) und Hamon (8 bis 11 Prozent).
Umfragen vom 17. bis 19. April 2017 prognostizierten ein relativ enges Ergebnis im ersten Wahlgang. Emmanuel Macron wurde mit 23 bis 24 Prozent knapp vor Marine Le Pen (22 bis 23 Prozent) gesehen. Während sich Macron nach kurzzeitigen leichten Verlusten nach der zweiten TV-Debatte am 4. April wieder stabilisieren konnte, gelang dies Le Pen nicht. Sie kam bei verschiedenen Instituten mit jeweils 22 Prozent auf ihren schlechtesten Wert seit 2012. Dagegen steigerten sich Mélenchons Werte deutlich auf 18 bis 19 Prozent. Fillon stand konstant bei 19 bis 20 Prozent. Hamon schien mit 6 bis 8 Prozent weiterhin chancenlos.

### Ergebnisse

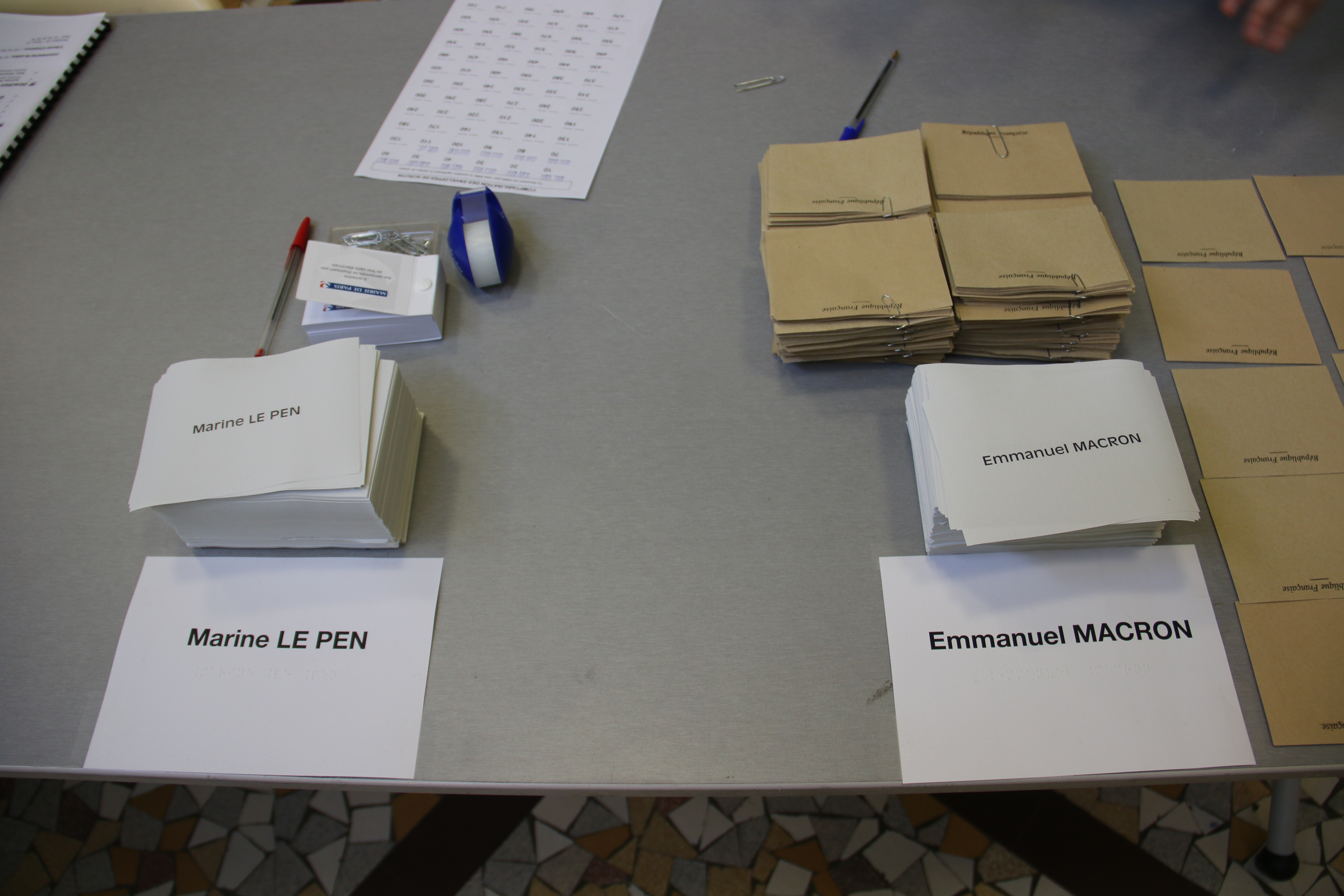
Wahlkarten für die Stichwahl

Die Wahlergebnisse entsprachen in der Tendenz den zuletzt veröffentlichten Umfragewerten. Die Stimmanteile der vier aussichtsreichsten Kandidaten lagen mit je zwischen etwa 20 und 24 % relativ eng beieinander. Mit 24,0 bzw. 21,3 % der abgegebenen Stimmen qualifizierten sich Emmanuel Macron und Marine Le Pen für die Stichwahl. François Fillon erzielte 20,0 %, Jean-Luc Mélenchon 19,6 %. Weit abgeschlagen dahinter folgten Benoît Hamon (6,4 %) und Nicolas Dupont-Aignan (4,7 %). Von den übrigen Kandidaten erreichte keiner die Zwei-Prozent-Marke.
Von den 96 Départements im französischen Mutterland (France métropolitaine) erreichte Le Pen in 47, Macron in 41, Fillon in 5 (Orne, Mayenne, Sarthe, Haute-Savoie, Lozère) und Mélenchon in 3 (Seine-Saint-Denis, Dordogne, Ariège) den größten Stimmenanteil.

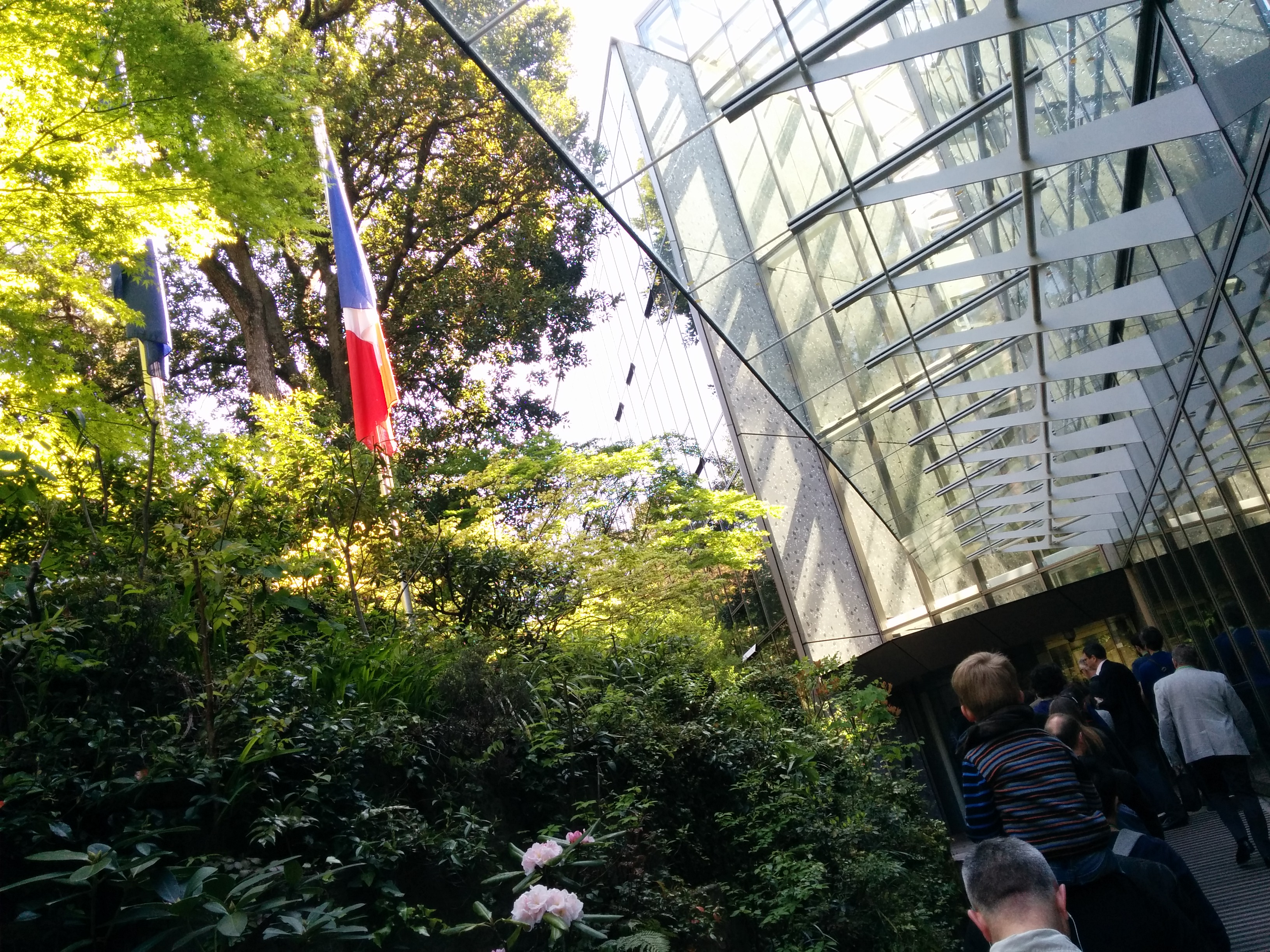
Französisches Konsulat am Wahltag in Tokio

|                                  | Emmanuel Macron                  | 8.656.346  | 24,01  |  |  |
|                                  | Marine Le Pen                    | 7.678.491  | 21,30  |  |  |
|                                  | François Fillon                  | 7.212.995  | 20,01  |  |  |
|                                  | Jean-Luc Mélenchon               | 7.059.951  | 19,58  |  |  |
|                                  | Benoît Hamon                     | 2.291.288  | 6,36   |  |  |
|                                  | Nicolas Dupont-Aignan            | 1.695.000  | 4,70   |  |  |
|                                  | Jean Lassalle                    | 435.301    | 1,21   |  |  |
|                                  | Philippe Poutou                  | 394.505    | 1,09   |  |  |
|                                  | François Asselineau              | 332.547    | 0,92   |  |  |
|                                  | Nathalie Arthaud                 | 232.384    | 0,64   |  |  |
|                                  | Jacques Cheminade                | 65.586     | 0,18   |  |  |
|                                  |                                  |            |        |  |  |
| Wahlberechtigte                  | Wahlberechtigte                  | 47.582.183 | 100,00 |  |  |
| Abstimmende                      | Abstimmende                      | 37.003.728 | 77,77  |  |  |
| Nichtwählende                    | Nichtwählende                    | 10.578.455 | 22,23  |  |  |
|                                  |                                  |            |        |  |  |
| Abstimmende                      | Abstimmende                      | 37.003.728 | 100,00 |  |  |
| Gültige Stimmen                  | Gültige Stimmen                  | 36.054.394 | 97,43  |  |  |
| Leere oder ungültige Stimmzettel | Leere oder ungültige Stimmzettel | 949.334    | 2,57   |  |  |
|                                  |                                  |            |        |  |  |
| Offizielles Endergebnis          |                                  |            |        |  |  |

Kartografische Darstellungen
Mehrheiten nach Gemeinden (Grenzen von 2012) Emmanuel Macron Marine Le Pen François Fillon Jean-Luc Mélenchon Benoît Hamon Nicolas Dupont-Aignan
Mehrheiten in den 20 Pariser Arrondissements:
Wahlentscheidung der Auslandsfranzosen:
Philippe Poutou
Jean Lassalle
François Asselineau
- Mehrheiten in den 20 Pariser Arrondissements:
Emmanuel Macron
François Fillon
Jean-Luc Mélenchon
- Wahlentscheidung der Auslandsfranzosen:
Emmanuel Macron
François Fillon
Jean Luc Mélenchon
Marine Le Pen
Benoit Hamon
keine Stimmen/keine Daten

## Zweiter Wahlgang
Der zweite Wahlgang wurde für den 7. Mai 2017 anberaumt. Dort wurde aus den beiden Siegern des ersten Wahlganges, Emmanuel Macron und Marine Le Pen, der achte Präsident der Fünften Französischen Republik gewählt. Le Pen wäre die erste Frau gewesen, Macron der jüngste Präsident in diesem Amt. Der Wahlkampf endete mit Ablauf des 5. Mai, beiden Kandidaten war jede Wahlwerbung nach diesem Zeitpunkt verboten.

### Positionierung der Verlierer des Ersten Wahlgangs
François Fillon, der mit 20,01 % Stimmanteil die Stichwahl knapp verfehlte, rief seine Anhänger unmittelbar nach den ersten Hochrechnungen des ersten Wahlganges dazu auf, für Macron zu stimmen, um eine Präsidentin aus den Reihen des Front National zu verhindern.
Jean-Luc Mélenchon, mit 19,58 % Vierter des Ersten Wahlganges, lehnte eine klare Positionierung ab.
Am 25. April empfahl sein Wahlkampfteam lediglich, „keine Stimme dem Front National“ zukommen zu lassen; Mélenchon persönlich äußerte sich erst am Abend des 28. April und gab bekannt, er selbst werde wählen gehen. Eine Stimmabgabe für Le Pen schloss er aus, gab aber nicht bekannt, wie er abstimmen werde (Enthaltung oder Macron), und lehnte es weiterhin ab, eine Wahlempfehlung zu geben.
Benoît Hamon, mit 6,36 % abgeschlagen Fünfter des Ersten Wahlganges, positionierte sich klar und rief seine Anhänger zur Wahl Macrons auf.
Ungeachtet seiner vorherigen Ablehnung des Front National (FN) gab Nicolas Dupont-Aignan am 28. April ein Wahlbündnis mit Marine Le Pen bekannt, das ihm u. a. im Fall der Wahl von Marine Le Pen das Amt des Premierministers sichern sollte; seine Unterstützung für den FN führte zu erheblichen Auseinandersetzungen innerhalb seiner Partei Debout la France und dem Rücktritt prominenter Parteimitglieder.
Die anderen fünf gescheiterten Kandidaten, die zusammen 4,04 % der Stimmen erhalten hatten, forderten entweder dazu auf, ungültig zu wählen, oder äußerten sich nicht.

### Störung des Wahlkampfs durch russische Hacker
Wie bereits im amerikanischen Wahlkampf 2016 kam es zu Störmanövern aus der Hackerszene. Am 5. Mai, dem Vorabend der offiziellen 40-stündigen Informationsperre vor dem zweiten Wahlgang, wurden angeblich kompromittierende Daten und Unterlagen aus dem Lager Macrons durch Hacker mit russischem Hintergrund ins Netz gestellt, die auf verschiedenen sozialen Netzwerken unter den Schlagworten #MacronLeaks oder #Macrongate massiv verbreitet wurden, insbesondere von rechtsextremen amerikanischen Kreisen (aber auch von FN-Anhängern); diese wurden aufgrund der Nachrichtensperre nicht von den französischen Medien aufgenommen und hatten auf den Wahlausgang keinen Einfluss.

### Umfragen

#### Umfragen vor dem Ersten Wahlgang
Für die Konstellation Macron–Le Pen sagten alle Umfragen institutsübergreifend seit 2016 einen klaren Sieg Macrons voraus, mit etwa 58 bis 65 Prozent der Stimmen. Diese Werte hatten sich bis zur Entscheidung über den ersten Wahlgang am 23. April 2017 kaum verändert. Die Umfragen wurden bis dahin als „theoretisch mögliche“ Stichwahl-Konstellation erstellt.

#### Umfragen seit dem ersten Wahlgang
Sämtliche Umfragen sahen Emmanuel Macron vor Marine Le Pen. Nachdem Umfragen unmittelbar nach dem ersten Wahlgang Macron mit bis zu 64 Prozent vorn sahen, prognostizieren sämtliche Meinungsforscher weniger als eine Woche vor der Stichwahl einen Sieg Macrons mit 59–61 Prozent. Der Vorsprung Macrons vergrößerte sich nach der Fernsehdebatte der beiden Kandidaten am 3. Mai leicht; auf ihn entfielen etwa 61–63 % der Stimmen.
Entscheidende Bedeutung für den Wahlausgang hat bei französischen Präsidentschaftswahlen traditionell das Abstimmverhalten der Wähler der gescheiterten Kandidaten des ersten Wahlganges. Hier sahen die Meinungsforscher einen deutlichen Vorteil für Emmanuel Macron. Insbesondere die rund 2,3 Millionen Wähler von Benoît Hamon tendierten stark zur Wahl Macrons: Nach Umfragen vom 4. und 5. Mai erklärten 72–81 %, Macron ihre Stimme geben zu wollen, und nur 2–7 % Le Pen. Dies galt in geringerem Maße auch für die die rund 7,2 Millionen Wähler von François Fillon (44–54 % Macron, 21–32 % Le Pen) und die rund 7 Millionen von Jean-Luc Mélenchon (Macron 46–54, Le Pen 11–14). Die rund 1,7 Millionen Wähler von Dupont-Aignan (Macron 22–26, Le Pen 26–45) tendierten hingegen deutlich zu Le Pen. Die zu 100 % fehlenden Werte bezeichnen jeweils den Prozentsatz der Wähler, die beabsichtigten, sich zu enthalten, ungültig zu wählen oder einen leeren Stimmzettel einzuwerfen (vote blanc).
Nach dem Fernsehduell für die Stichwahl am 3. Mai erhielt Macron in verschiedenen Umfragen nochmals einen Schub von 2–3 % zusätzlichem Vorsprung gegenüber Le Pen.
| Datum      | Institut       | Emmanuel Macron | Marine Le Pen |
| ---------- | -------------- | --------------- | ------------- |
| 05.05.2017 | Ifop           | 63 %            | 37 %          |
| 05.05.2017 | Harris         | 62 %            | 38 %          |
| 05.05.2017 | Elabe (BFM TV) | 62 %            | 38 %          |
| 05.05.2017 | Odoxa          | 62 %            | 38 %          |
| 05.05.2017 | OpinionWay     | 62 %            | 38 %          |
| 05.05.2017 | Ipsos          | 61,5 %          | 38,5 %        |
| 04.05.2017 | Ifop           | 61 %            | 39 %          |
| 04.05.2017 | OpinionWay     | 61%             | 39 %          |
| 03.05.2017 | Ifop           | 60 %            | 40 %          |
| 03.05.2017 | Ipsos          | 59 %            | 41 %          |
| 03.05.2017 | OpinionWay     | 60 %            | 40 %          |
| 02.05.2017 | BVA            | 60 %            | 40 %          |
| 02.05.2017 | Elabe (BFM TV) | 59 %            | 41 %          |
| 02.05.2017 | OpinionWay     | 60 %            | 40 %          |
| 02.05.2017 | Ifop           | 59,5 %          | 40,5 %        |
| 01.05.2017 | Kantar Sofres  | 59 %            | 41 %          |
| 01.05.2017 | Ifop           | 59 %            | 41 %          |

| Datum      | Institut       | Emmanuel Macron | Marine Le Pen |
| ---------- | -------------- | --------------- | ------------- |
| 01.05.2017 | OpinionWay     | 61 %            | 39 %          |
| 30.04.2017 | Ipsos          | 60 %            | 40 %          |
| 28.04.2017 | BVA            | 59 %            | 41 %          |
| 28.04.2017 | Ifop           | 60 %            | 40 %          |
| 28.04.2017 | Odoxa          | 59 %            | 41 %          |
| 28.04.2017 | OpinionWay     | 60 %            | 40 %          |
| 27.04.2017 | Ifop           | 60,5 %          | 39,5 %        |
| 27.04.2017 | Harris         | 61 %            | 39 %          |
| 27.04.2017 | OpinionWay     | 59 %            | 41 %          |
| 26.04.2017 | Ifop           | 60,5 %          | 39,5 %        |
| 26.04.2017 | OpinionWay     | 60 %            | 40 %          |
| 25.04.2017 | Ifop           | 61 %            | 39 %          |
| 24.04.2017 | Elabe (BFM TV) | 64 %            | 36 %          |
| 24.04.2017 | Ifop           | 60 %            | 40 %          |
| 24.04.2017 | OpinionWay     | 61 %            | 39 %          |
| 23.04.2017 | Ipsos          | 62 %            | 38 %          |
| 23.04.2017 | Harris         | 64 %            | 36 %          |

### Ergebnisse
|                         | Emmanuel Macron       | 20.743.128 | 66,10  |  |  |
|                         | Marine Le Pen         | 10.638.475 | 33,90  |  |  |
|                         |                       |            |        |  |  |
| Wahlberechtigte         | Wahlberechtigte       | 47.568.693 | 100,00 |  |  |
| Abstimmende             | Abstimmende           | 35.467.327 | 74,56  |  |  |
| Nichtwählende           | Nichtwählende         | 12.101.366 | 25,44  |  |  |
|                         |                       |            |        |  |  |
| Abstimmende             | Abstimmende           | 35.467.327 | 100,00 |  |  |
| Leere Stimmzettel       | Leere Stimmzettel     | 3.021.499  | 8,52   |  |  |
| Ungültige Stimmzettel   | Ungültige Stimmzettel | 1.064.225  | 3,00   |  |  |
| Gültige Stimmen         | Gültige Stimmen       | 31.381.603 | 88,48  |  |  |
|                         |                       |            |        |  |  |
| Offizielles Endergebnis |                       |            |        |  |  |

Kartografische Darstellungen
Mehrheiten nach Gemeinden: Emmanuel Macron Marine Le Pen

Marine Le Pen erreichte nur in zwei Départements die Mehrheit: Aisne und Pas-de-Calais.